# Ochle (gromada)
Ochle – dawna gromada, czyli najmniejsza jednostka podziału terytorialnego Polskiej Rzeczypospolitej Ludowej w latach 1954–1972.
Gromady, z gromadzkimi radami narodowymi (GRN) jako organami władzy najniższego stopnia na wsi, funkcjonowały od reformy reorganizującej administrację wiejską przeprowadzonej jesienią 1954 do momentu ich zniesienia z dniem 1 stycznia 1973, tym samym wypierając organizację gminną w latach 1954–1972.
Gromadę Ochle siedzibą GRN w Ochlach utworzono – jako jedną z 8759 gromad na obszarze Polski – w powiecie łaskim w woj. łódzkim, na mocy uchwały nr 31/54 WRN w Łodzi z dnia 4 października 1954. W skład jednostki weszły obszary dotychczasowych gromad Kamyk, Ochle i Piaski Kolonia ze zniesionej gminy Dąbrowa Rusiecka oraz Chrusty i Grabówie ze zniesionej gminy Chociw w tymże powiecie. Dla gromady ustalono 17 członków gromadzkiej rady narodowej.
1 lipca 1968 gromadę zniesiono, a jej obszar włączono do gromad: Brzyków (wieś i kolonię Kamyk oraz wieś Piaski), Chociw (wieś i kolonię Chrusty, wieś i kolonię Grabówie oraz przysiółek Kurówek Grabowski) i Widawa (wieś i kolonię Ochle oraz wieś Kurówek Ochelski) w tymże powiecie.